# Samantha Fox
Samantha Karen Fox (Londen, 15 april 1966) is een Brits (naakt)model en zangeres.
Zij moet niet verward worden met de Amerikaanse pornoactrice Samantha Fox (1950-2020), die eveneens een zangcarrière trachtte uit te bouwen.

## Biografie
Samantha Fox werd geboren in Londen. Op 16-jarige leeftijd werd ze tweede bij een topless-verkiezing georganiseerd door The Sunday People. Al snel was zij een bekend model als page-three girl in The Sun. Ook verscheen ze regelmatig met naaktfoto's in mannenbladen. 
Halverwege de jaren tachtig begon ze aan een zangcarrière. Ze had enkele hits, waarvan Touch me de grootste was, en bracht een aantal albums uit, aanvankelijk bij het producerstrio Stock, Aitken & Waterman. De door Rob & Ferdy Bolland geproduceerde en gearrangeerde single Love house (1988) werd bekroond met de Conamus Exportprijs. In 1993 deed ze mee aan een versie van het Stones-nummer Gimme Shelter voor het daklozenproject Putting Our House in Order van de liefdadigheidsorganisatie Shelter. 
In 1994 bekeerde ze zich tot het christendom. Ze speelde op christelijke muziekfestivals, maar bleef ook doorgaan met topless poseren. In 2003 gaf Samantha Fox in haar autobiografie aan lesbisch te zijn en een relatie te hebben met haar vrouwelijke manager. Haar partner Myra Stratton overleed in 2015 aan kanker.
Inmiddels is zij sinds 2022 getrouwd met Linda Olsen.

## Discografie

### Albums
| Album met eventuele hitnotering(en) in de Nederlandse Album Top 100 | Datum van verschijnen | Datum van binnenkomst | Hoogste positie | Aantal weken | Opmerkingen |
| ------------------------------------------------------------------- | --------------------- | --------------------- | --------------- | ------------ | ----------- |
| Touch Me                                                            | 1986                  | 16-08-1986            | 67              | 2            |             |
| Samantha Fox                                                        | 1987                  | 01-08-1987            | 32              | 7            |             |

### Overige albums
- 1988 - I Wanna Have Some Fun
- 1991 - Just One Night
- 1992 - Greatest Hits (1 cd)
- 2001 - Watching You, Watching Me
- 2005 - Angel With an Attitude
- 2009 - Greatest Hits (dubbel-cd)
- 2014 - Touch Me: The Best of Samantha Fox

### Singles
| Single met eventuele hitnotering(en) in de Nederlandse Top 40 | Datum van verschijnen | Datum van binnenkomst | Hoogste positie | Aantal weken | Opmerkingen |
| ------------------------------------------------------------- | --------------------- | --------------------- | --------------- | ------------ | ----------- |
| Touch Me (I Want Your Body)                                   | 1986                  | 07-06-1986            | 9               | 10           |             |
| Do Ya Do Ya (Wanna Please Me)                                 | 1986                  | 23-08-1986            | 34              | 3            |             |
| Nothing's Gonna Stop Me Now                                   | 1987                  | 18-07-1987            | 7               | 8            | Alarmschijf |
| Love House                                                    | 1987                  | 26-11-1987            | 10              | 7            |             |
| I Only Wanna Be With You                                      | 1989                  | 11-02-1989            | 11              | 8            |             |
| Let Me Be Free                                                | 1996                  | -                     | Tip18           |              |             |